# Cacopsylla pulchella
Cacopsylla pulchella är en insektsart som först beskrevs av Löw 1877.  Cacopsylla pulchella ingår i släktet Cacopsylla och familjen rundbladloppor. Inga underarter finns listade i Catalogue of Life.

## Bildgalleri

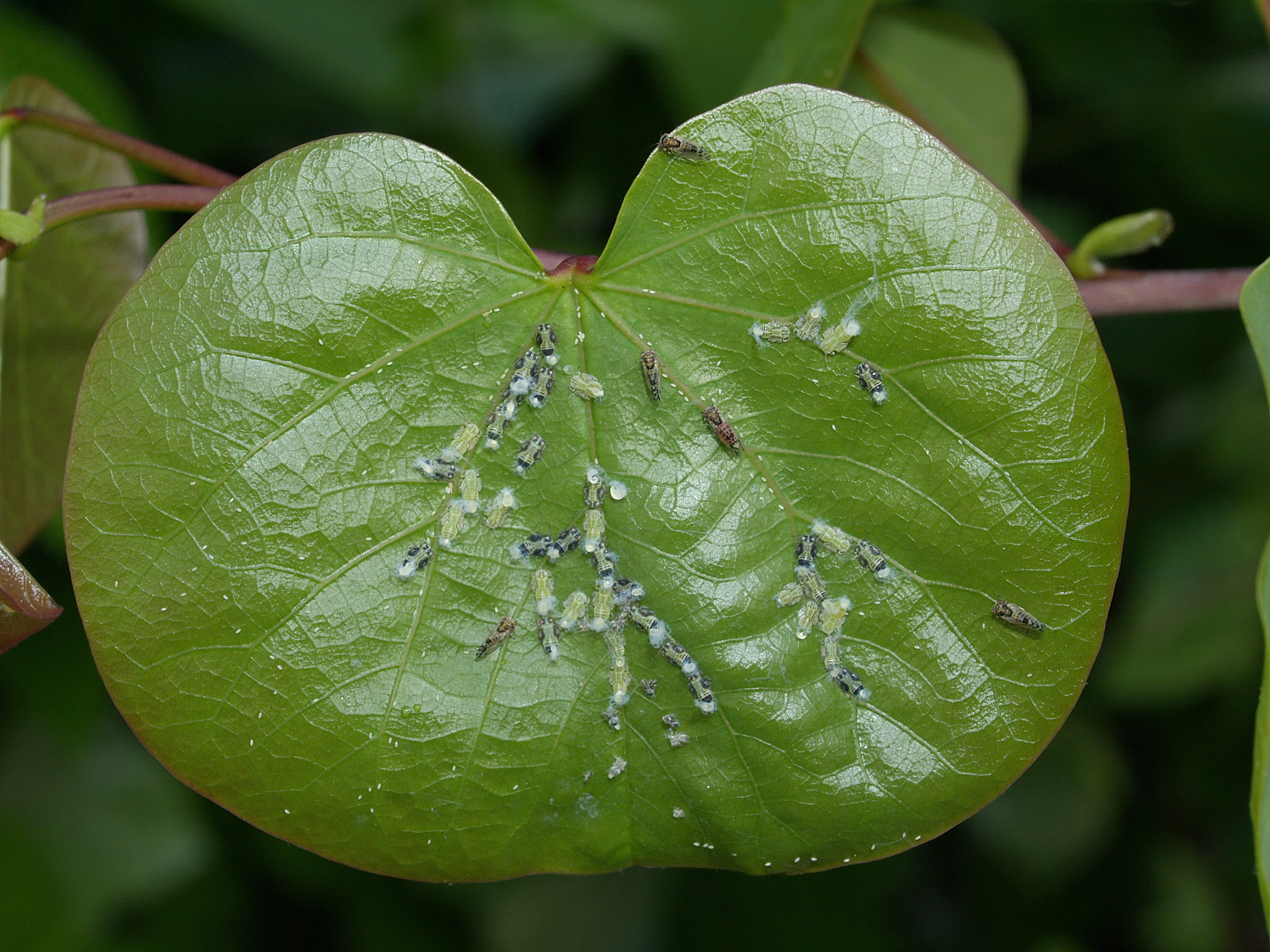
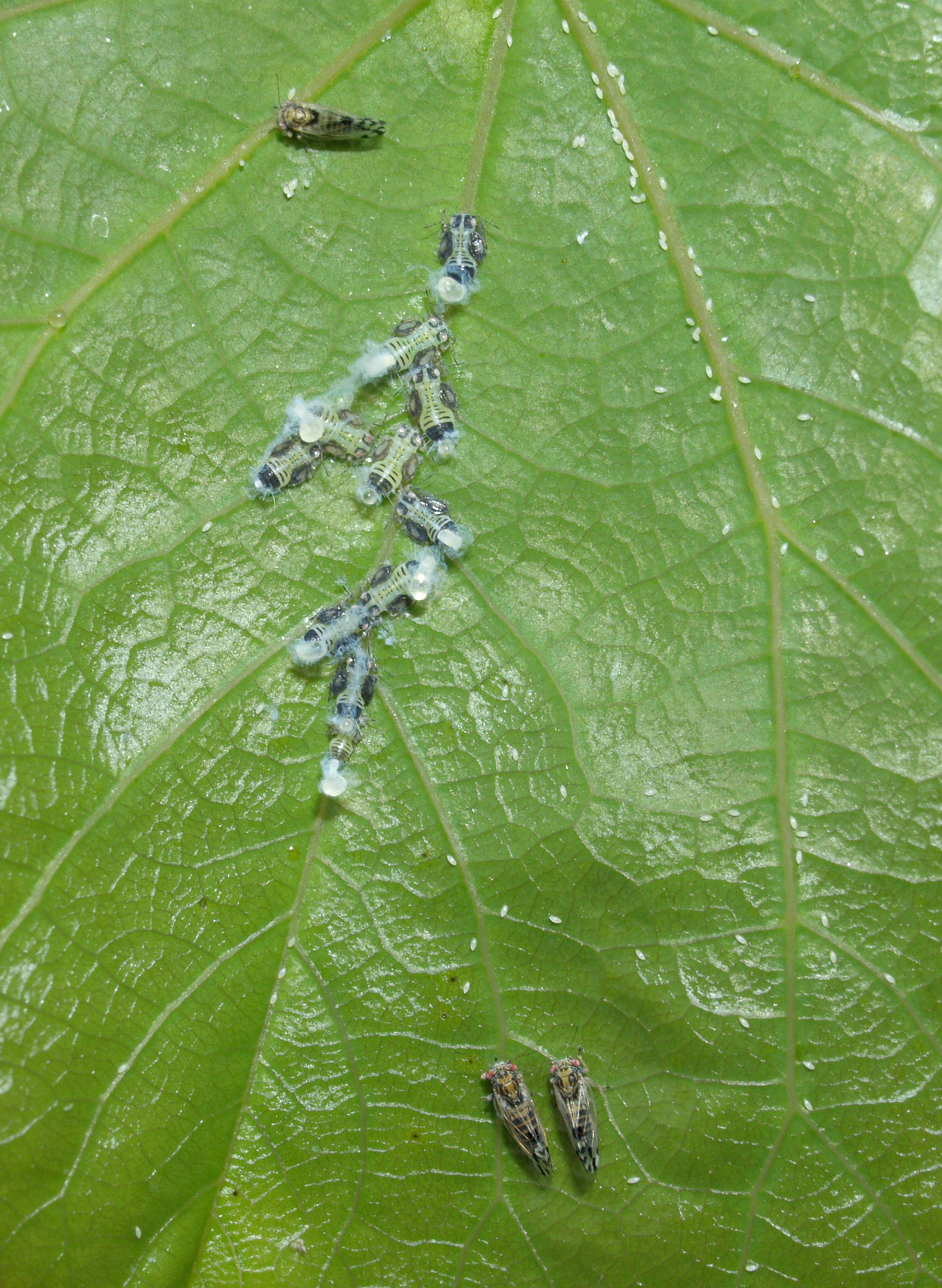
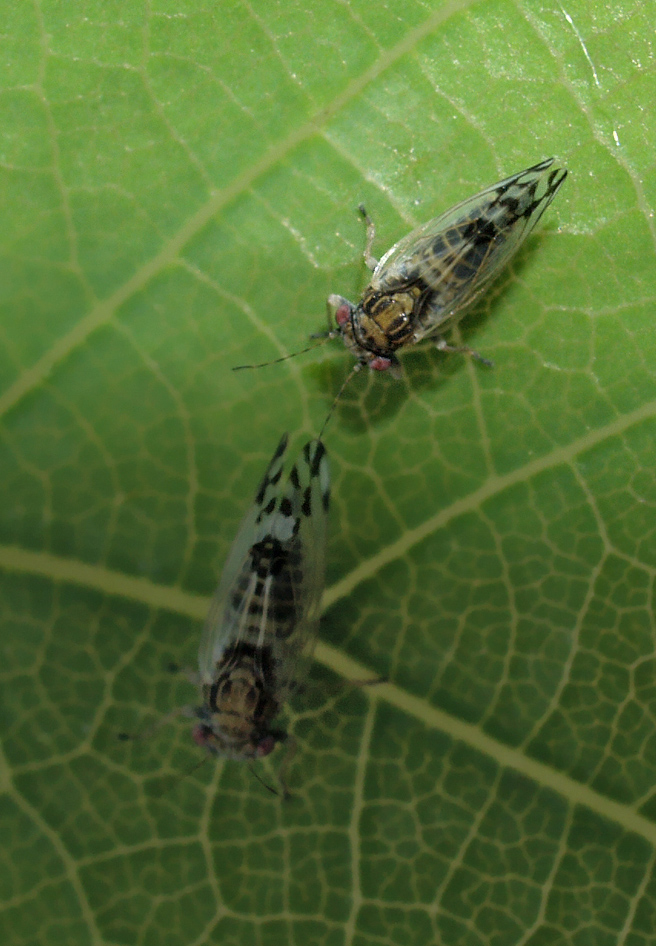
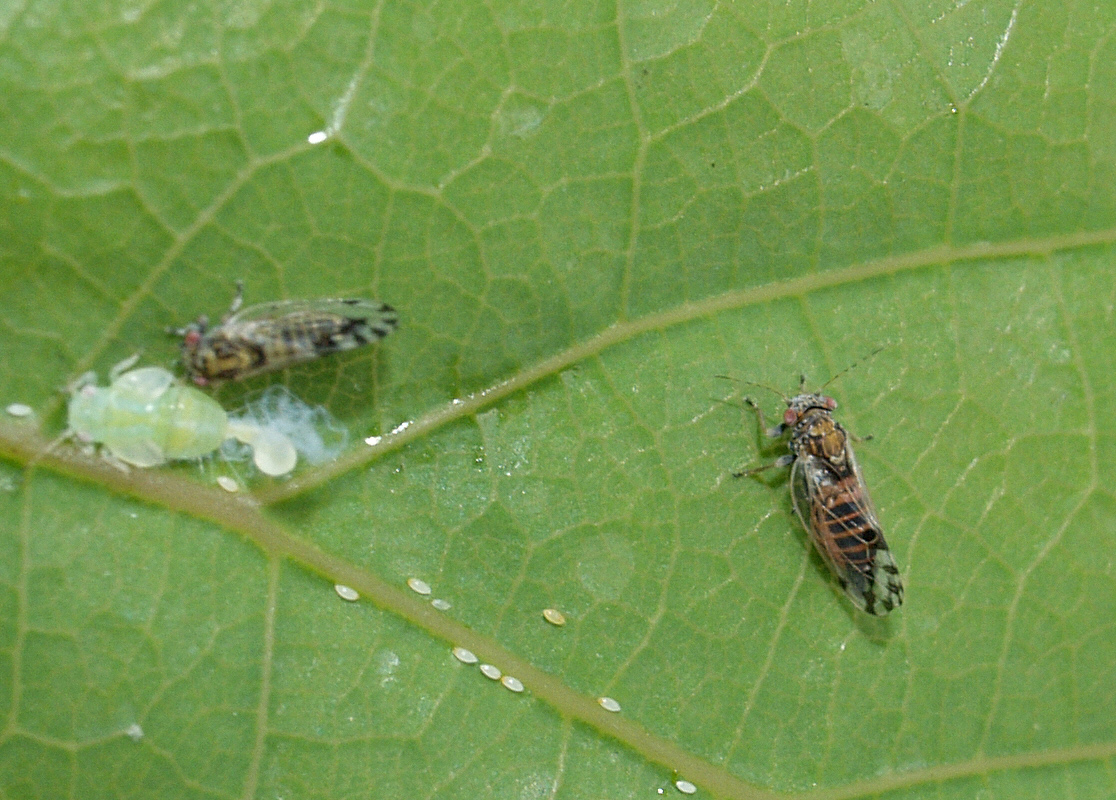
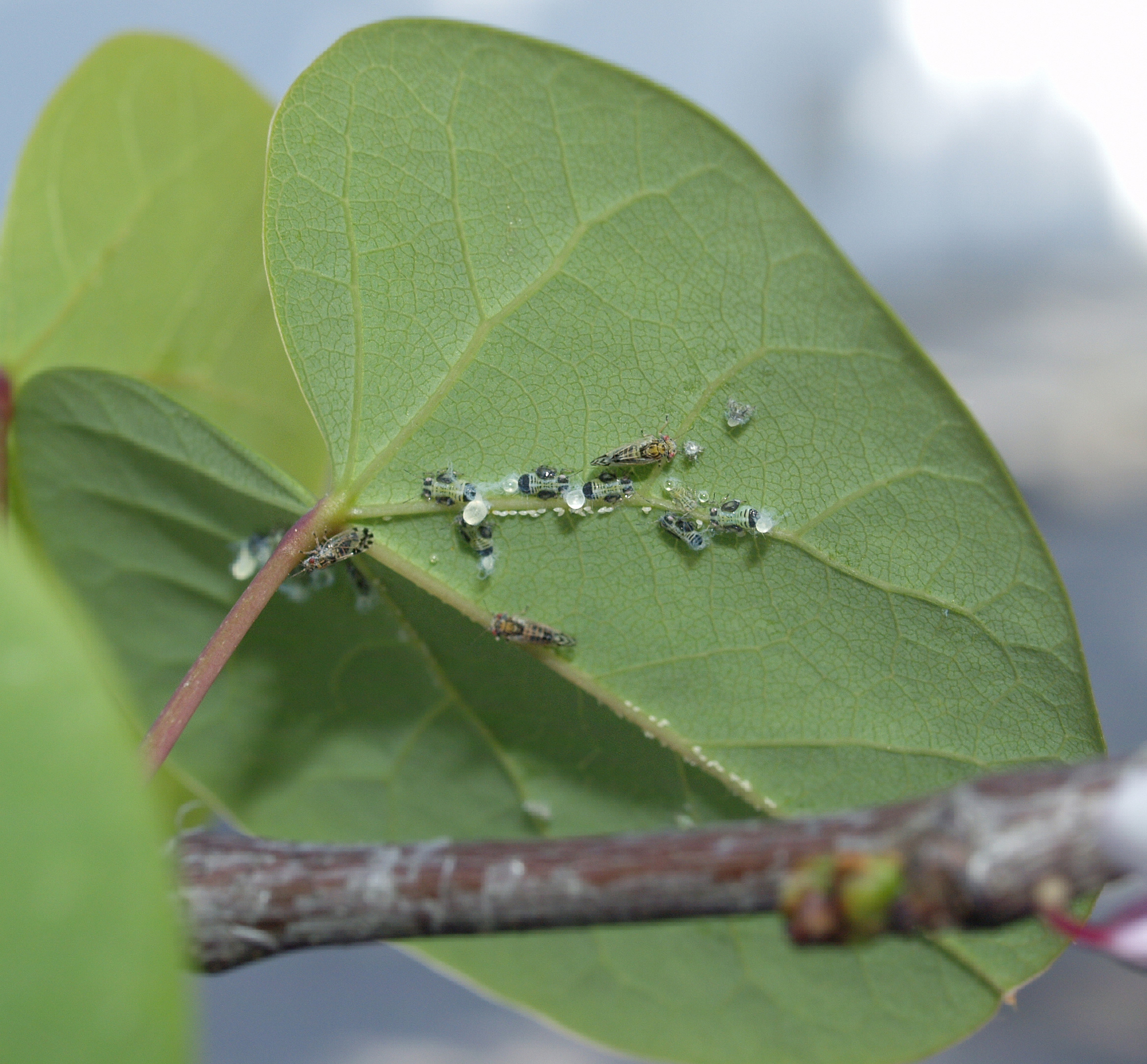
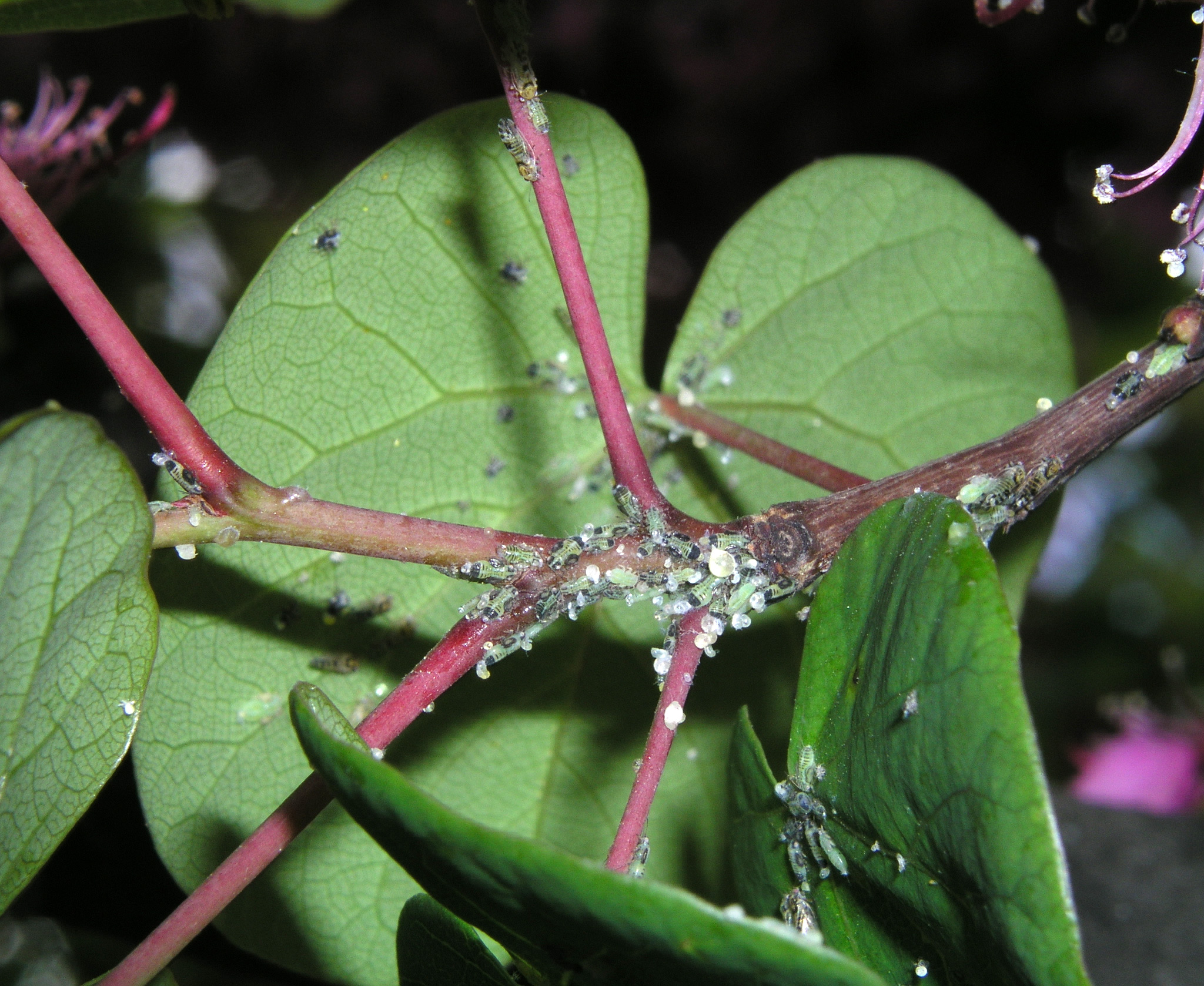